# Sundsvall Dragons
I Sundsvall Dragons sono una squadra di pallacanestro svedese con sede a Sundsvall.
Il club nacque ufficialmente il 7 maggio 1939 con la denominazione KFUM Sundsvall. L'attuale nome Sundsvall Dragons si ebbe a partire dalla stagione 1993-94.
Nelle stagioni 2004-05 e 2007-08 la squadra arrivò a raggiungere le finali dei play-off, poi perse rispettivamente contro Södertälje Kings (serie 2-4) e Solna Vikings (serie 0-3). Il primo titolo nazionale venne conquistato al termine del campionato 2008-09, quando i Sundsvall Dragons vendicarono proprio contro i Solna Vikings l'eliminazione patita l'anno precedente e divennero campioni di Svezia al termine di una combattuta serie finale terminata 4-3.
L'11 gennaio 2008, in occasione dell'incontro casalingo contro l'Akropol BBK, i Sundsvall Dragons hanno schierato l'ex superstar NBA Scottie Pippen, che nei 30 minuti giocati segnò 21 punti oltre a collezionare 12 rimbalzi, 6 assist e 2 palle rubate.

## Palmarès
- Campionato svedese: 2

2008-2009, 2010-2011

## Cestisti
- Ronny Karlsen 2003-2004